# Daniel Cruz
Daniel Cruz (Cali, Valle del Cauca, Colombia; 9 de mayo de 1981) es un exfutbolista colombiano de ascendencia argentina nacionalizado belga. Se desempeñaba como centrocampista y durante su carrera jugó en equipos de Holanda, Bélgica y Estados Unidos.

## Biografía
Su madre una Colombiana oriunda de la ciudad de Cali conoció a su padre José Luís Cruz Romano exfutbolista Argentino (popularmente conocido como "El Tucumano") cuando este jugaba en territorio cafetero. Fruto de este matrimonio nació él y dos hermanos más del cual uno (José Cruz Castro) también llegó a ser futbolista profesional.

## Trayectoria
Cruz inició desde los 4 años a jugar fútbol en la Escuela de Formación Deportiva Club Academia de Fútbol Tucumán, de la ciudad de Cali, Colombia. En esta organización se distinguió por ser un jugador referente para todos los participantes. Su experiencia desde niño abarca viajes con la Academia Tucumán por todo Colombia, torneos locales y nacionales. En 1993 participa en un torneo mundial para niños de 12 años en la ciudad de Neuquén Argentina, destacándose en el mismo.
Sin pertenecer a un club de liga competitivo, es llamado para integrar la selección Valle de Fútbol donde se consagra campeón del Torneo Nacional en 1995. 
En el año de 1996, por contactos de un agente de jugadores, es invitado a participar en una prueba de fútbol en las divisiones menores del Club Charlton de Inglaterra y el Racing de Lens en Francia. Luego de la semana de prueba en el club de Londres, es convidado a participar en el equipo, lo cual no llega a cumplirse debido a que no poseía familiares en primer grado de nacionalidad europea. 
En 1998 viaja con la Academia Tucumán a la ciudad de Virginia al Tide Water Soccer Camp y gana el premio mejor jugador del campo, por lo cual se le ofrece una beca completa de estudios en la Universidad de William and Mary de la misma ciudad.
Ese mismo año es llamado para practicar con el equipo profesional del Club América de Cali de Colombia. Estando allí es observado por un busca talento e invitado para participar en una prueba en el afamado Club Ajax de Holanda. 
Luego de dos semanas el club holandés decide hacer uso de sus servicios y lo integra como jugador en préstamo por dos años en la división A1 del club. En marzo de 1999, es tentado por el Real Madrid, pero el Ajax hace uso de la opción y queda como jugador del club y firma su primer contrato por cinco años como jugador profesional. 
Pasa a integrar el equipo de reservas, destacándose en el mismo, por lo cual permite su debut en primera división. Ese año también juega la UEFA Cup, donde Ajax llega la segunda ronda. 
Luego de una serie de partidos en el equipo profesional, se gana la titularidad en el mismo, es así que en el Torneo de Ámsterdam, con la presencia de AC Milan, Liverpool, Valencia y Ajax, fue considerado uno de los jugadores con mayor proyección en el equipo neerlandés. 
En la temporada 2001-2002 es campeón de Holanda, con la presencia de Ronald Koeman. Debido a una lesión decide, luego de recuperarse, integrar el equipo de Germinal Beerschot de Bélgica.
En este mismo año pasa al Lierse SK, equipo de la Jupiler League, pero por problemas de tipo económico regresa al Germinal Beerschot.
Daniel Cruz  es considerado uno de los jugadores más valiosos en el Germinal Beerschot y es el favorito de los fanáticos que lo consideran una estrella del fútbol.
Daniel Cruz ficha por el FC Dallas de la MLS de los Estados Unidos en agosto de 2011, compartiendo equipo con varios futbolistas colombianos como Jair Benítez, David Ferreira, y Fabián Castillo.

## Clubes
| Club               | País           | Año       |
| ------------------ | -------------- | --------- |
| Ajax Ámsterdam     | Países Bajos   | 2000-2002 |
| Germinal Beerschot | Bélgica        | 2003-2005 |
| Lierse SK          | Bélgica        | 2005-2006 |
| Germinal Beerschot | Bélgica        | 2006-2011 |
| FC Dallas          | Estados Unidos | 2011      |
| Waasland-Beveren   | Bélgica        | 2012-2013 |

## Palmarés

### Torneos nacionales
| Título               | Club               | País         | Año       |
| -------------------- | ------------------ | ------------ | --------- |
| Eredivisie           | Ajax Ámsterdam     | Países Bajos | 2001-2002 |
| Copa de Bélgica      | Germinal Beerschot | Bélgica      | 2005      |
| Supercopa de Bélgica | Germinal Beerschot | Bélgica      | 2005      |